# Білорусь (станція)
Білор́усь (біл. Белор́усь) — залізнична станція Мінського відділення Білоруської залізниці Білоруської залізниці на лінії Мінськ — Молодечно між зупинними пунктами Зелене та Хмілівка. Розташована в місті Заславль Мінського району Мінської області.

## Історія
Історія станції починається з 1891 року. Під час будівництва Лібаво-Роменській залізниці було відкрито кілька залізничних станцій, в тому числі і платформа Заславль.
01 (13) вересня 1891 року Рада по залізничним справам перейменувала залізничну платформу Заславль на станцію Ізяслав на честь сина полоцької князівни Рогнеди та князя полоцького Ізяслава.
У липні 1919 року Ізяслав та ряд інших міст Білорусі були окуповані польськими військами. У 1920 року, при відступі польських військ, була зруйнована більша частина залізничної інфраструктури.
29 вересня 1926 року Президія ЦВК Білоруської РСР перейменувала станцію Ізяслав на станцію Білорусь. Станція названа, ймовірно, у зв'язку з тим, що до 1939 року була прикордонної станцією СРСР на радянсько-польському кордоні і відповідно першою станцією у БРСР. За іншими джерелами вважається, що все ж була прикордонною станція Радошковичі. Таке існує версія, що назву Білорусь станція отримала від будівельників непобудованого комунізму. Наприкінці 1930-х років курсували 5 пар вантажопасажирських поїздів сполученням Мінськ — Радошковичі.
На будівлі вокзалу встановлена меморіальна дошка на честь воїнів 31-ї Кіровоградської двічі Червонопрапорної, ордена Суворова ІІ ступеню танкової бригади та 88-ї стрілецької дивізії, які 3 червня 1944 року брали участь у звільненні міста Заславль від німецько-фашистських загарбників.
14 квітня 1961 року МШС СРСР погодило техніко-економічне обґрунтування електрифікації дільниці Мінськ — Олехновичі.

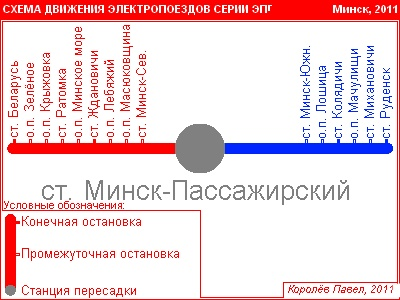
Схема руху електропоїздів ЕПг

7 грудня 1963 року відбувся запуск першого у Білорусі електропоїзда за маршрутом Мінськ — Олехновичі.
З лютого 1964 року розпочався регулярний рух електропоїздів сполученням Мінськ — Олехновичі.
Впродовж 2000—2002 років проведена капітальна реконструкція станції Білорусь.
1 липня 2011 року введена в дію перша лінія Мінської міської електрички від станції Мінськ-Пасажирський до станції Білорусь у тестовому режимі. З 10 вересня 2011 року відкритий регулярний рух електропоїздів на першій лінії.

## Пасажирське сполучення

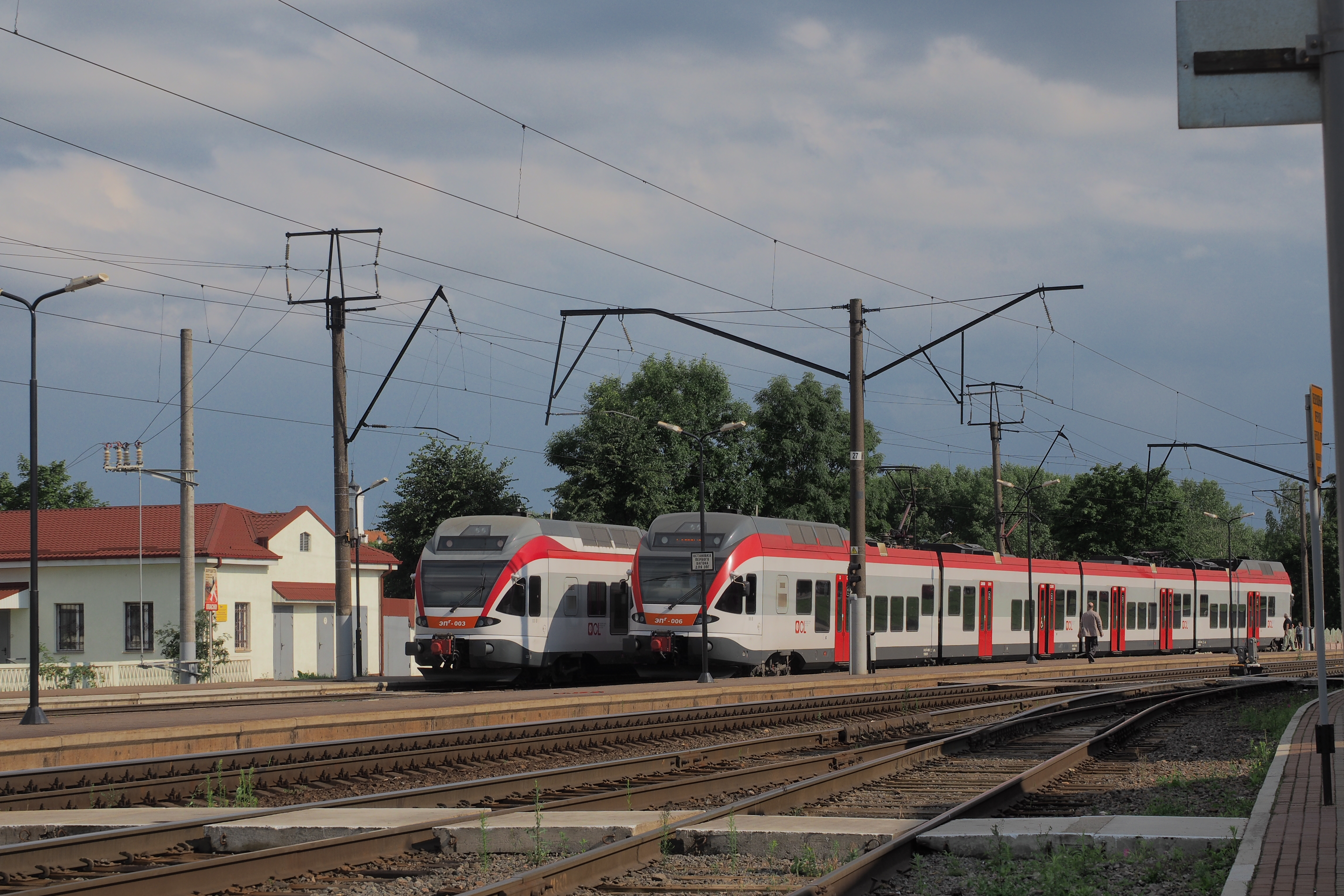
Мінські міські лінії

Станція Білорусь є кінцевою для електропоїздів міських ліній Мінськ — Білорусь (час у дорозі від Мінська з усіма зупинками складає приблизно 34 хвилини електропоїздами міських ліній та 37-38 хвилин електропоїздами регіональних ліній економкласу). На станції також зупиняються пасажирський поїзд міжрегіональних ліній № 625/626 сполученням Мінськ — Вітебськ та електропоїзди регіональних ліній економкласу до станцій Гудогай, Мінськ-Пасажирський, Молодечно.

## Галерея

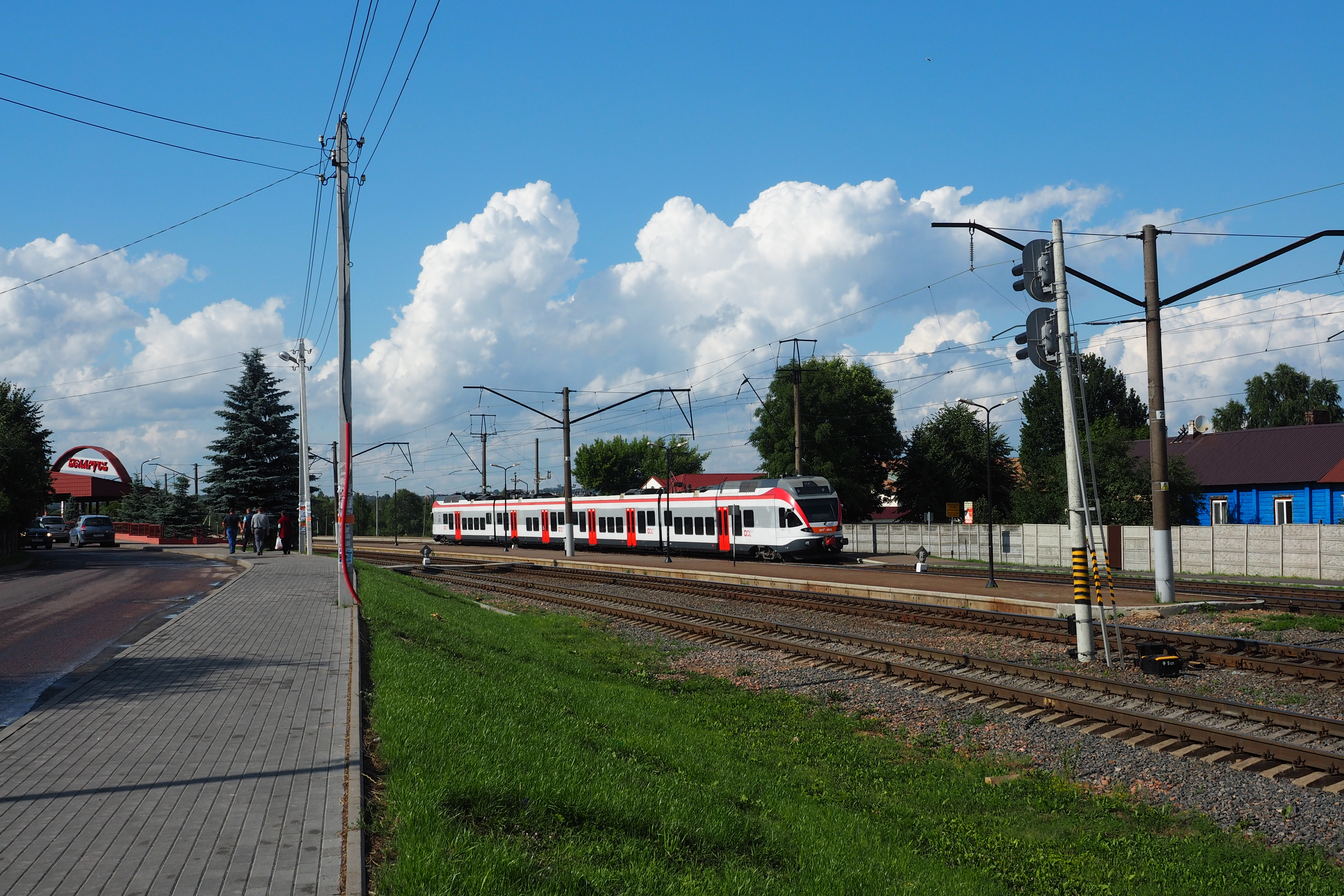
ЕПг
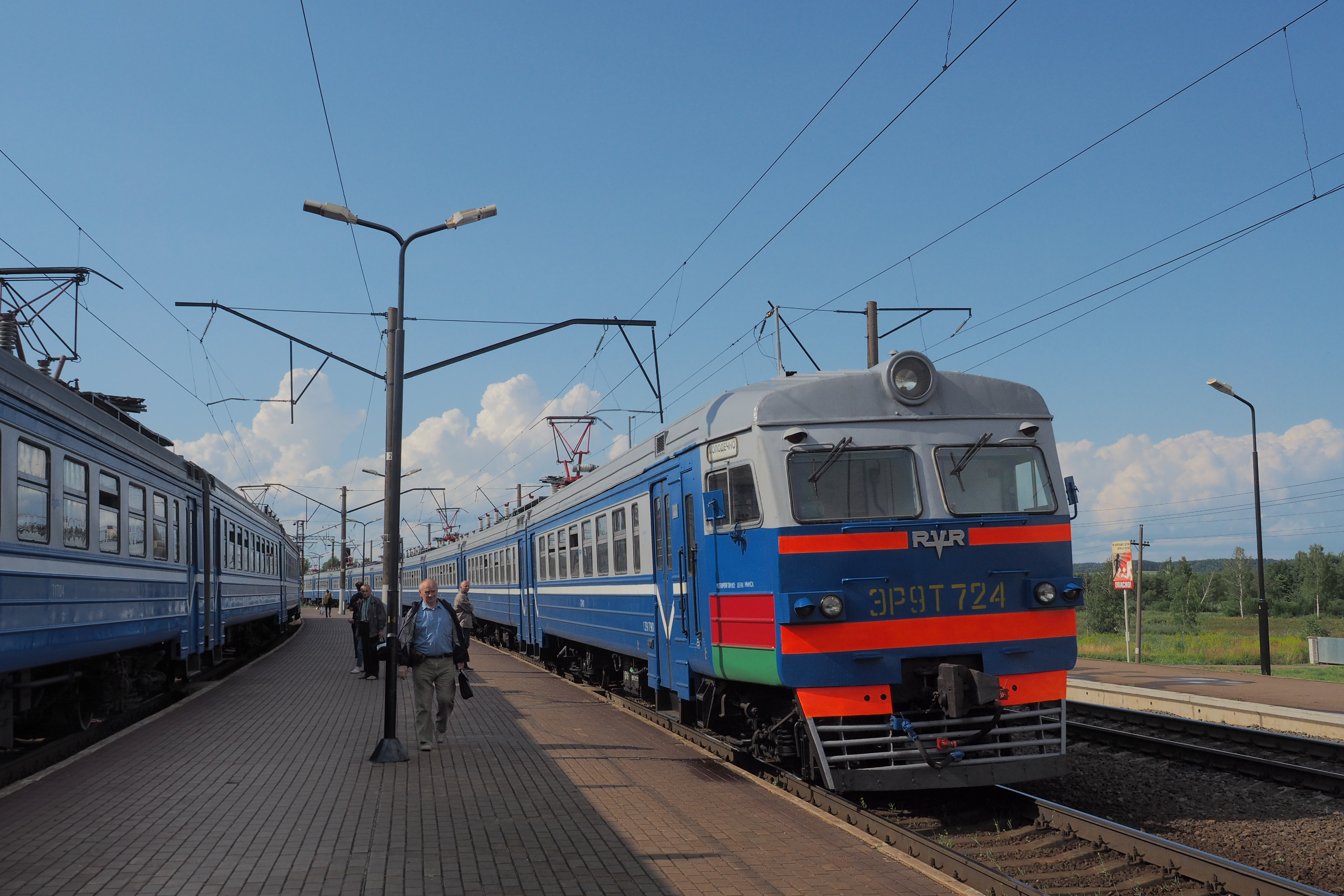
ЕР9Т-724
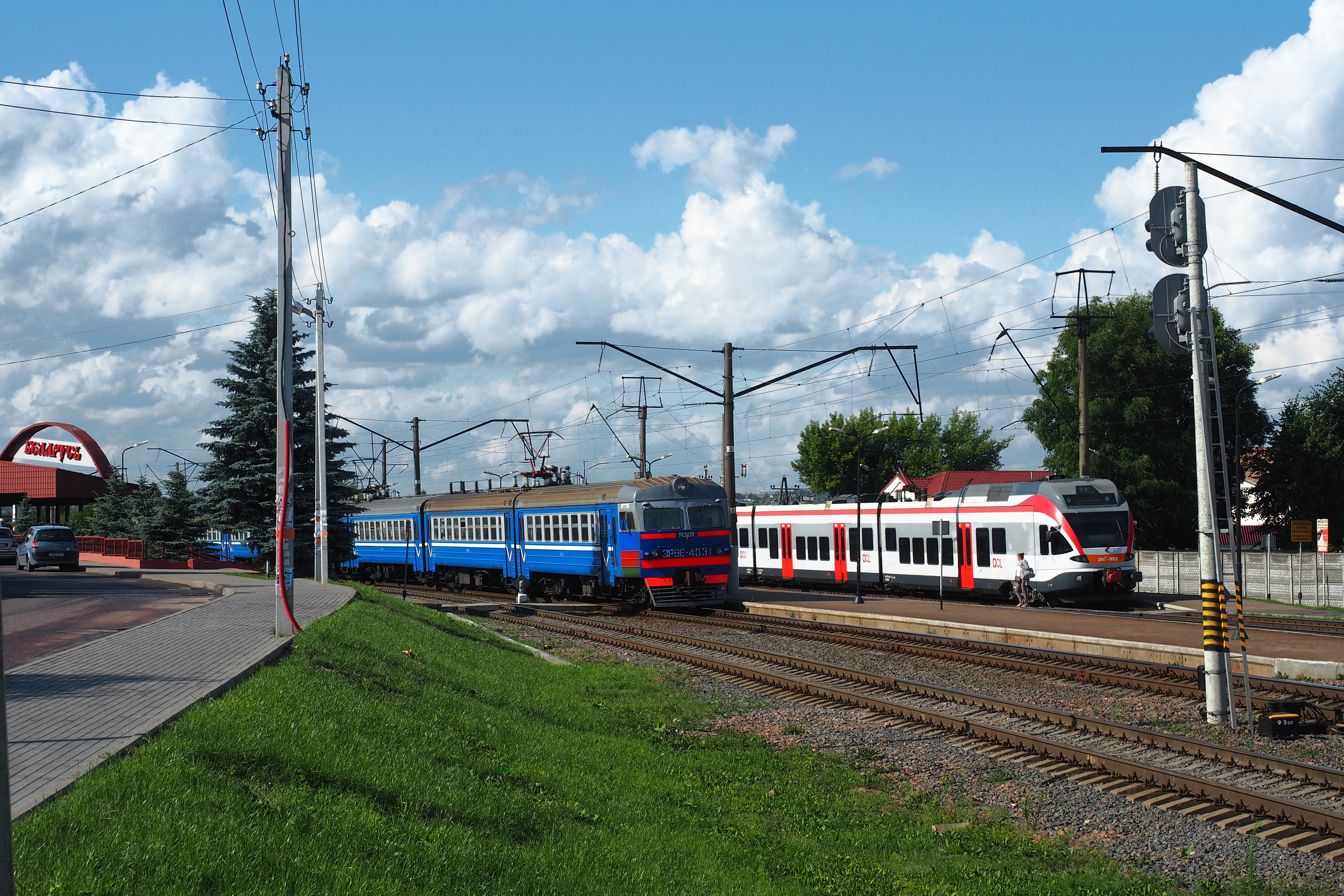
ЕР9Е-4031 та ЕПг-003
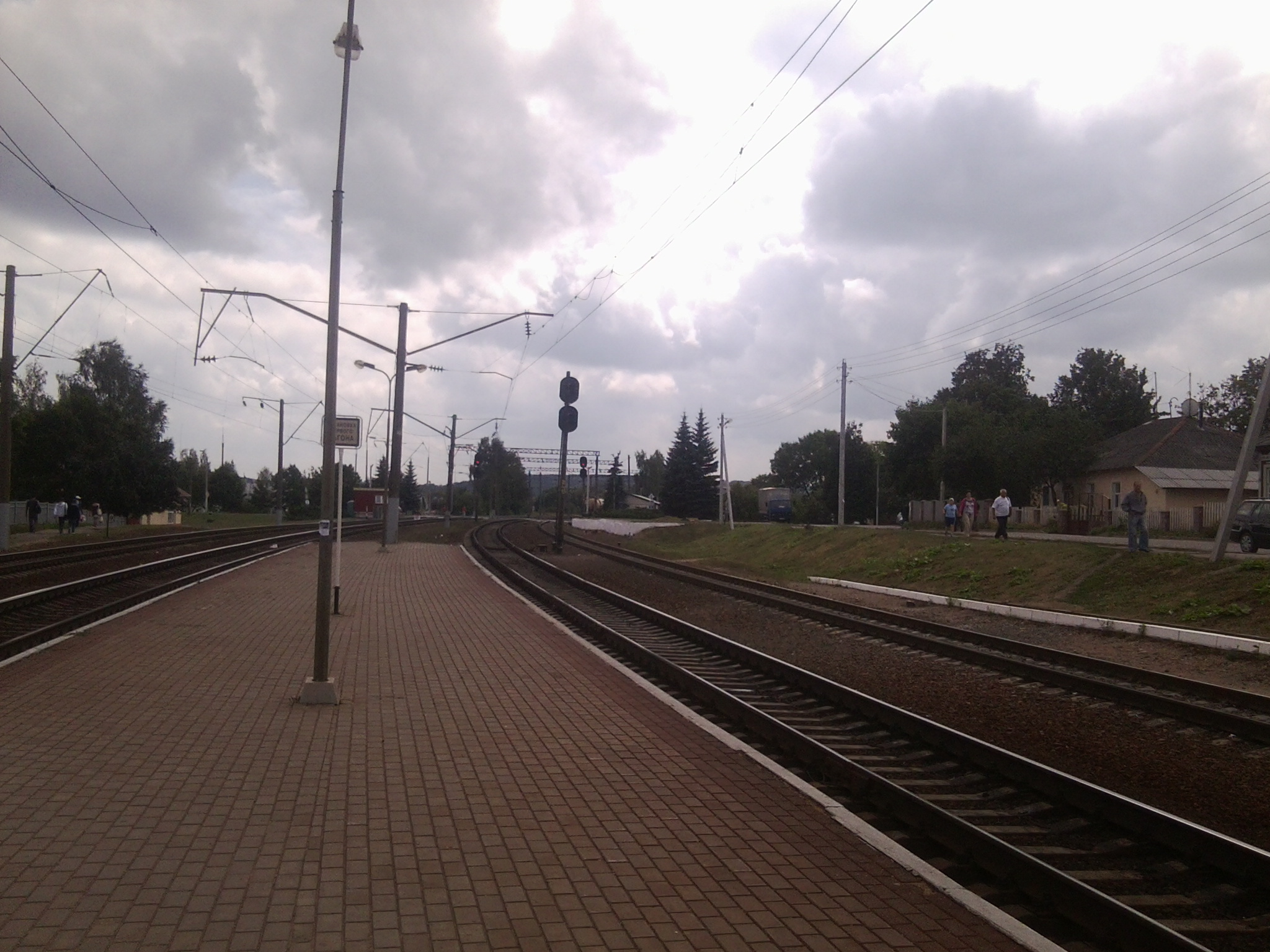
Панорама станції